# Jekatierina Kuzina
Jekatierina Kuzina (ros. Екатерина Викторовна Кузина; ur. 28 czerwca 1991) – rosyjska lekkoatletka specjalizująca się w biegach sprinterskich. 
Wraz z koleżankami z reprezentacji sięgnęła latem 2011 po młodzieżowe mistrzostwo Europy w biegu rozstawnym 4 x 100 metrów. 
Rekordy życiowe: bieg na 60 metrów (hala) – 7,42 (2 marca 2012 Sarańsk); bieg na 100 metrów (stadion) – 11,29 (15 czerwca 2013, Jerino). 